# 한국산업기술시험원
한국산업기술시험원(韓國産業技術試險院, Korea Testing Laboratory, KTL)은 국내 유일의 공공종합시험인증기관으로 산업기술혁신촉진법에 따라 설립된 대한민국 산업통상자원부 산하 기타공공기관이다. 1966년 국가 공업화 기반 구축을 위해 유네스코(UNESCO)의 원조로 설립되었다. 지난 반세기 동안 대한민국 국민이 하나가 되어 한강의 기적을 이루어내는 동안, 한국산업기술시험원은 기술강국의 꿈을 안고 산업화의 한 축을 담당하였다. 주로 제품의 성능 및 안전성에 대한 품질인증과 산업현장측정표준 유지 및 지원, 그리고 시험평가기술의 개발 등을 통해 제조기업의 기술수준과 경쟁력을 높이는 것을 목표로 선진국 시험인증기관과의 교류, 협력을 통해 국제적인 기능과 역할을 강화하고 있다. 서울특별시 구로구 디지털로 26길 87(구로동)에 있었지만 2015년 3월 경상남도 진주시 충의로 10으로 이전하였다.(대표번호 : 080-808-0114)

## 설립 근거 및 법적 지위
- 설립 근거 : 산업기술혁신 촉진법 제41조(한국산업기술시험원 설립 등)[1]
- 산업통상자원부 「산업기술혁신 촉진법」 제41조에 의해 설립된 산하기관
- 과학기술정보통신부「특정연구기관 육성법」 제2조에 따른 특성연구기관
- 기획재정부 「공공기관 운영에 관한 법률」 제4조에 의한 기타공공기관
- 기획재정부 「공공기관 운영에 관한 법률」 제5조에 의한 연구개발목적기관

## 주요 업무
- 제품의 성능 · 안전 및 신뢰성 등에 대한 시험평가 및 품질인증 지원
- 각종 설비의 안전진단 및 기술감리
- 계측기기에 관한 교정검사 및 측정기술 지원
- 그 밖에 시험원의 목적달성을 위하여 필요한 사업
- 해외인증 획득 지원(시험, 대행)

## 경영 목표 및 전략
- 미션: KTL은 “산업기술혁신촉진법＂에 따라 기술혁신성과물의 시험평가 및 이를 위한 기술 개발 등을 효율적으로 지원하기 위해 설립된 시험인증분야 국내 유일 공공기관이며 “시험인증과 기술지원을 통해 국가의 산업 경쟁력 및 국민의 삶의 질 향상”이라는 미션을 수행하고 있다.
- 비전: ‘산업경쟁력 제고’와 ‘국민의 삶의 질 향상’이라는 미션을 바탕으로 KTL이 궁극적으로 달성하고자 하는 ‘Beyond Korea No.1+’는 국민과 함께 성장하는 국가대표 시험인증기관으로 발돋움 하자는 의미를 가지고 있다.
- 핵심가치: KTL의 미션과 비전을 달성하기 위해 임직원이 공유하고 기관이 지향하는 신념은 Korea TRUST Leader이며 ‘최고기술’, ‘주인의식‘, 상호협력‘, ‘미래지향’, ‘법과원칙’ 을 의미 한다.
- 전략방향

1. 시험인증 미래사업 리딩
2. TIC산업 Value-up 선도
3. KTL형 ESG경영체계 내재화
4. 경영관리체계 지속 혁신

## 시대별 주요 기능의 변천
- 1960년대 기술자 훈련, 정밀기기 수리교정, 기술지도, 원형생산 등을 통한 정밀기기공업 수준 제고
- 1966년 4월, 정부와 유네스코가 공동으로 설립
- 1970년대 전자공업을 수출전략산업으로 육성하는데 기여
- 1980년대 정부 각 부처의 법정 시험검사 기관으로 지정, 수행
- 1990년대 시험평가 전문기관으로 발전
- 2000년대 국가 대표 품질인증기관으로서의 국제적 위상 제고

## 연혁
- 1966년 4월 한국정밀기기센터(FIC) 설립
- 1983년 8월 기업기술지원센터(한국기계금속시험연구소 부설)
- 1989년 10월 산업기술시험평가연구소 (한국생산기술연구원 부설)
- 1999년 3월 산업기술시험원 (한국산업기술평가원 부설)
- 2001년 11월 해외규격인증정보센터 개소
- 2003년 6월 안산시험연구센터 개소
- 2004년 12월 중국 광저우사무소 개소
- 2005년 11월 원주분소 개소
- 2006년 12월 한국산업기술시험원으로 독립법인 출범
- 2010년 10월 중부지역본부(대전), 호남지역본부(목포) 개소
- 2011년 9월 경남지역본부(창원) 개소
- 2015년 3월 한국산업기술시험원 본원 이전(경남 진주혁신도시)
- 2017년 1월 아랍에미리트(UAE) 사무소 개소
- 2018년 4월 중대형이차전지시험인증센터 개소(천안)
- 2019년 12월 IT융합안전성기술센터 개소(화성)
- 2020년 2월 우주부품시험센터 개소(진주)
- 2021년 11월 항공전자기기술센터 개소(진주)

## 조직

### 이사회
- 감사
- 감사부

### 한국산업기술시험원장
- ESG경영추진단, 해외전략기획단

### 부원장
- 사업개발센터, 디지털혁신센터, 품질혁신센터, 미래항공기술센터

### 기획조정본부
- 전략기획실, 성과예산실, 홍보실, 재무관리실

### 경영지원본부
- 인재경영실, 운영지원실, 안전관리실, 정보보안실, 서울분원경영지원실, 경기분원경영지원실, 건설사업추진단

### 고객지원본부
- 영업·마케팅지원총괄센터, 고객지원총괄센터, 인증지원센터, KTL아카데미, 인증융합평가센터, K마크인증센터

### 미래융합기술본부
- 항공국방신뢰성센터, 기계소재기술센터, 항공전자기기술센터, 환경기기센터, 산업기술표준센터, 우주부품시험센터, 스마트그린기술센터, 우주사업개발센터

### 시스템·에너지본부
- 시스템검증센터, 신뢰성검증센터, 재료기술센터, 소재부품평가센터, 산업융합기술센터, 에너지기기센터, 신재생에너지기술센터, 공연장안전지원센터, 중소기업산연협력센터, 어린이제품안전센터, 철도부품평가센터, 자율주행기술연구센터, 복합재료인증센터, 수상태양광종합평가센터, 탄소중립소재실증센터

### 디지털산업본부
- 글로벌시험인증센터, 전기전자기술센터, 산업안전기술센터, IT융합기술센터, 전자파기술센터, 전파응용기술센터, 미래통신기술센터, 전력신산업기술센터, 산업지능화기술센터, 다수인증원스톱처리지원센터

### 바이오의료헬스본부
- 바이오의료심사센터, 바이오의료연구센터, 의료기기평가센터, 의료용품평가센터, 바이오의료사업화지원센터, 의료인공지능개발지원센터

### 환경기술본부
- 환경사업개발센터, 대기환경센터, 물환경센터, 탄소중립대응센터, 환경평가센터, 실내환경센터, 수소융합기술센터

### 산업표준본부
- 표준사업개발센터, 기계역학표준센터, 복합형상표준센터, 전기전자표준센터, 공업물리표준센터, 스마트미터링평가센터, 로봇시험인증센터, 산업측정지원센터, 표준물질개발보급지원센터